# Nicolas Du Bout
Pour les articles homonymes, voir Du Bout.
Nicolas Du Bout est un religieux, né le novembre 1653 à Saint-Valery-sur-Somme et mort le 16 mai 1706 à Reims, est un moine bénédictin de la congrégation réformée de Saint-Maur.

## Biographie
Fils de Pierre Du Bout , greffier de la ville de Saint-Valery-sur-Somme et de Marie Barbier. Il fait profession à l'âge de vingt ans, dans l'abbaye Saint-Remi de Reims, le 24 octobre 1673. Il est nommé prieur d'Orbais en 1699, pour trois ans, selon la règle. Au chapitre suivant, en 1702, il est envoyé comme prieur à Saint-Michel du Tréport. Le chapitre général de 1705 lui donne un successeur dans ce dernier monastère. En quittant le Tréport, Du Bout, déchargé des préoccupations inhérentes à l'administration d'une abbaye, se rapproche du berceau de sa vie religieuse ; il rentre à Saint-Remi de Reims où il meurt.
Dom Nicolas Du Bout rédige en, 1701-1702, son Histoire de l'abbaye d'Orbais qui intéresse aussi bien l'histoire générale que l'histoire locale. Des passages restituent des fragments de textes perdues depuis l'incendie du monastère de Saint-Remi en 1774. L'histoire de l'abbaye d'Orbais éclaire la construction du principal monument historique de l'arrondissement d'Epernay, et elle fournit d'utiles renseignements sur la plupart des communes de cet arrondissement. C'est un important chapitre de l'histoire de la Champagne.

## Œuvre
- Nicolas Du Bout, Histoire de l'abbaye d'Orbais, Paris, A. Picard, 1890, 706 p. (lire en ligne).